# Âm Sơn
Âm sơn (tiếng Trung: 阴山, bính âm: Yin shan hay Yinshan) là một dãy núi trong thảo nguyên hình thành nên ranh giới phía Nam của miền đông sa mạc Gobi tại khu tự trị Nội Mông Cổ, cũng như phần phía bắc của tỉnh Hà Bắc, Trung Quốc.
Dãy núi này kéo dài khoảng 1.200 km với bề rộng trong khoảng 50–100 km, bắt đầu từ tây nam như là Lang sơn (狼山) ở phần vòng về phía bắc của Hoàng Hà, nổi cao tới khoảng 2.300 m tại Lâm Hà (临河), nhưng hạ xuống chỉ còn khoảng 1.500 m ở phía bắc của Bayan Nur (巴彥淖爾/ Ba Ngạn Náo Nhĩ), và mở rộng ra thành một vùng cao nguyên rộng lớn, gọi là cao nguyên Bá Thượng, ở phía bắc Bao Đầu (包头), trải dài theo hướng đông-bắc xa tới tận tỉnh Nhiệt Hà (热河省).
Các tài liệu Trung Quốc khoảng năm 200 TCN cho rằng dãy núi này là nơi có thành trì của vua Hung Nô là thiền vu Mặc Đốn. Vạn lý trường thành thời Tần và Hán chạy dọc theo các sườn dốc phía nam của nó.
Dãy núi này còn được biết đến nhờ những hình khắc trên đá.

## Các đỉnh cao
- Hô Hòa Ba Thập Cách sơn (2.364 m) ở phía tây Lang sơn